# 沈锷
沈锷（1928年—？），男，浙江海盐人，中国神经生物学家，曾任中国科学院上海脑研究所研究员、博士生导师。